# Jean II Cotelle
Pour les articles homonymes, voir Cotelle.
Ne doit pas être confondu avec Jean Cotelle l'Aîné, décédé en 1676
Jean Cotelle (1642-1708) dit le Jeune, ou Jean II Cotelle, est un peintre né à Paris en 1642 et décédé à Villiers-sur-Marne en 1708 qui a réalisé de nombreuses peintures des bosquets des jardins du château de Versailles et du Grand Trianon, agrémentés de figures mythologiques.

## Biographie
Jean Cotelle fils est né à Paris, dans la rue Saint-Antoine, au mois de mai 1642, d'après une note manuscrite de l'abbé Gougenot.

### Un apprentissage parisien auprès de son père Jean I Cotelle
Après avoir appris à dessiner dans la maison paternelle, auprès de son père Jean Cotelle l'Aîné, il reçut les leçons d'Élisabeth-Sophie Chéron, académicienne d'origine meldoise, et passa chez Claude Lefèbvre, de Fontainebleau, jeune portraitiste des plus habiles de son temps. Mlle Chéron lui avait enseigné la miniature, Lefebvre l'initia à l'art de la couleur, à la science des tons se rapprochant de la nature ; et bientôt l'élève de vingt ans crut pouvoir aborder de front le portrait, la miniature, le paysage, les ornements et la peinture d'histoire.

### Un long séjour en Italie (1662-1670)

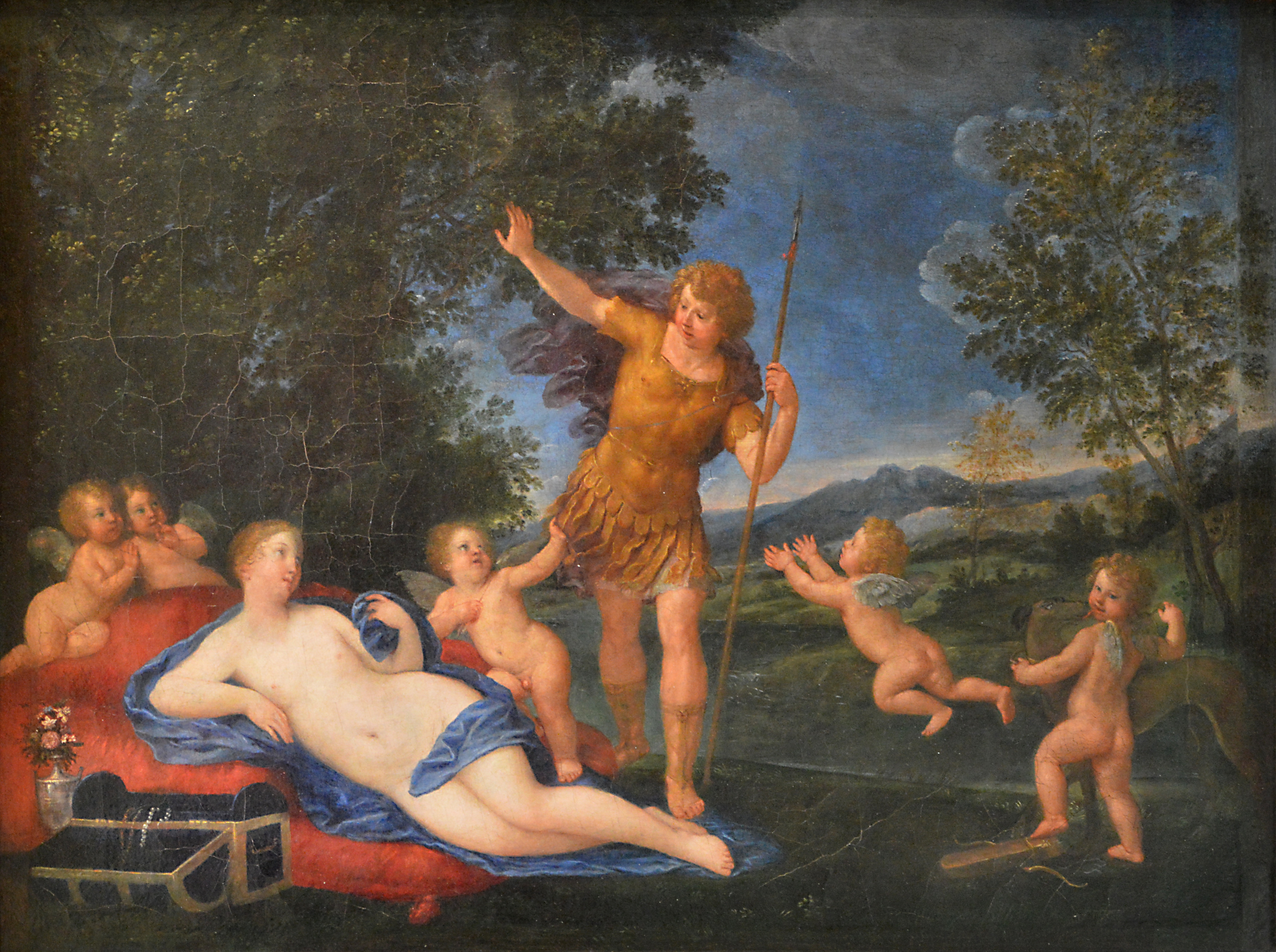
Vénus et Adonis, par l'Albane, musée du Louvre. Cotelle s'est beaucoup inspiré de ce type d’œuvres.

Il désirait voyager ; quelques jeunes gens de sa connaissance partaient pour l'Italie en 1662, Cotelle, alors âgé de vingt ans, les accompagna, léger d'argent, sans s'inquiéter du lendemain, et grâce à la princesse de Rohan, trouva le moyen de séjourner à Rome pendant huit années, en copiant les chefs-d'œuvre pour le compte d'amateurs français et italiens.
Cotelle fut alors fortement influencé par l'Albane, et il put sans doute contempler de nombreuses œuvres du peintre bolonais dans les collections romaines.
C'est de la fin de son séjour à l'étranger (1670) que date le portrait de son jeune confrère Pierre-Paul Sevin (1645-1710), de Tournon, que Vermeulen ne dédaigna pas de graver dix-huit ans plus tard.

### Cotelle reçu à l'Académie Royale en 1671
À son retour en France, Cotelle fils avait sans doute produit quelques œuvres capables de lui faire honneur et dont la connaissance nous échappe ; car dès le 10 octobre 1671, il est reçu à l'Académie de peinture et de sculpture comme miniaturiste, sur la présentation d'une jolie petite pièce représentant l'Entrée du Roi et de la Reine dans Paris. Il avait vingt-neuf ans.
On le voit prendre part en 1673 à la première exposition organisée dans la capitale, à laquelle il envoie un paysage ovale et une miniature ; le paysage avait pour sujet Moïse dans un berceau et la fille de Pharaon, la miniature était intitulée Un sacrifice.
À son tour, il se qualifie de peintre ordinaire du Roi. C'est le titre que lui donne l'acte de son mariage, dressé à l'église Saint-Nicolas des Champs, le 3 mai 1674. L'artiste épousait à trente-deux ans Marie Amelot, âgée de dix-sept ans, fille de feu Jean-Baptiste Amelot, juré du Roi pour les maçonneries, dont il eut dans la suite cinq enfants.

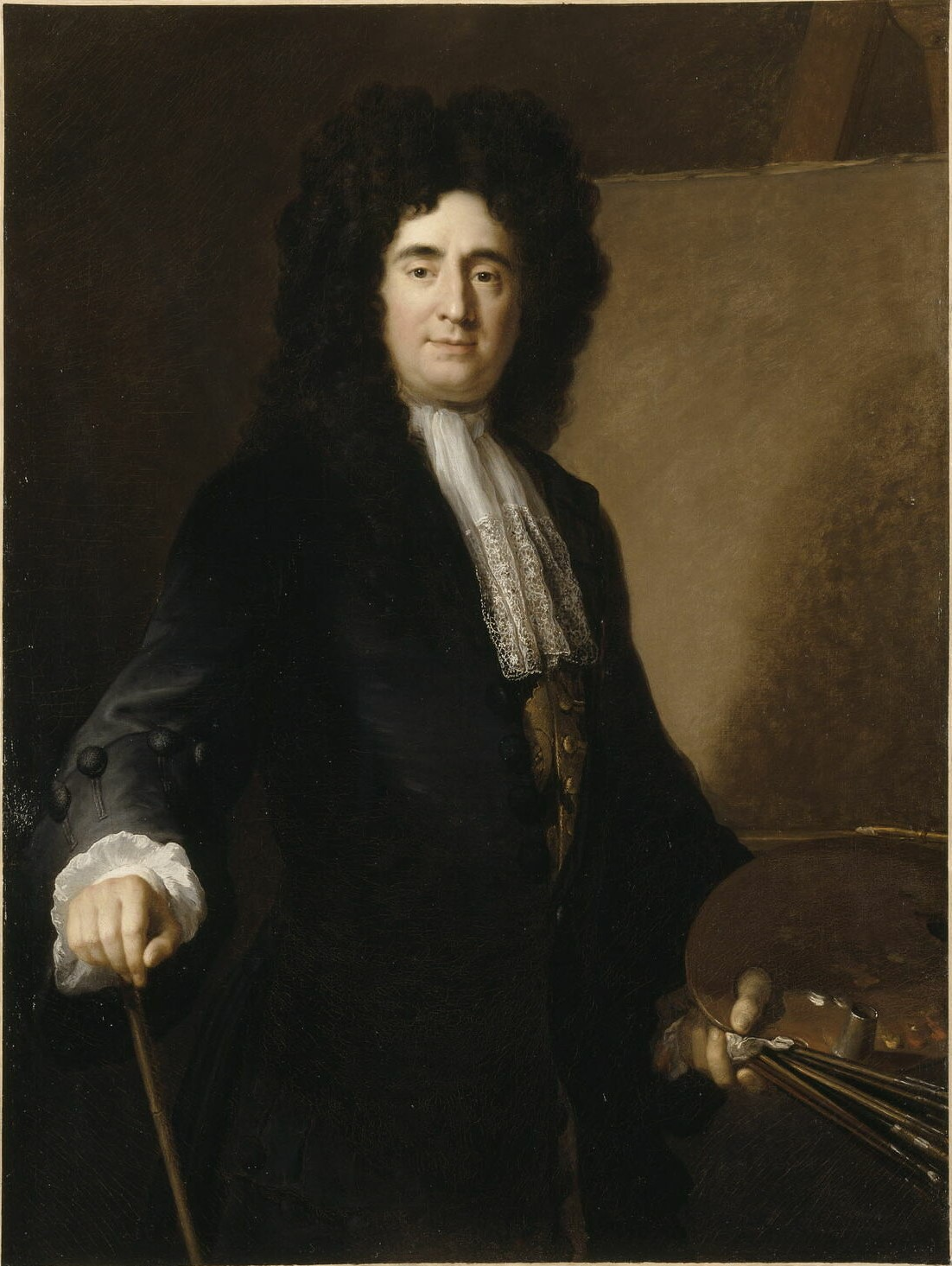
François de Troy était le beau-frère de Cotelle, de même que le peintre Nicolas Loir

Le 29 décembre 1674, il tenait sur les fonts baptismaux de Saint-Eustache sa nièce Jeanne-Elisabeth de Troy, fille de François de Troy et de Jeanne Cotelle ; le 11 août 1677, il signe à Saint-Nicolas du Chardonnet, avec son beau-frère de Troy, l'acte d'inhumation d'un peintre flamand occupé par ce dernier, et qu'ils ne connaissaient tous deux que sous le nom de Gabriel. Dix-huit mois après, le 27 janvier 1679, Marie Amelot, l'épouse du peintre, est marraine, aussi à Saint-Nicolas, de Jean-François de Troy.
François de Troy parle dans une lettre de 1675 des portraits auxquels travaille son beau-frère, "et qui ne le cèdent en rien pour le coloris et le naturel aux beaux portraits de femme qu'il a produits".
Comme peintre d'histoire, son tableau capital est celui du may présenté en 1681 à Notre-Dame de Paris : Les noces de Cana, qui prit place dans la chapelle de Saint-Julien.

### Peintre des bâtiments royaux (Versailles, Saint-Cloud, Meudon)
Son mérite dans les peintures d'ornement, à sujets gracieux, l'avait fait employer, du vivant de son père, dans les bâtiments royaux, et il resta attaché pendant longtemps à ces travaux, notamment pour la galerie du Grand Trianon.
Cotelle fut aussi chargé à plusieurs reprises de dessiner des motifs de décoration et des arcs de triomphe à l'occasion des fêtes publiques, dont on connaît un temple de Piété et deux arcs de triomphe à la gloire de Henri IV et de Louis XIV.
Cotelle a sans doute conservé des relations à Meaux, où sa famille n'était pas éteinte, car plusieurs bourgeois et chanoines meldois du dix-huitième siècle possédaient des toiles portant sa signature, mais dont les sujets ne sont pas indiqués dans les inventaires de meubles.
Comme son père, il s'était exercé à la gravure. On connaît de lui les gravures de divers sujets de l'Histoire de Vénus, provenant du cabinet de Monsieur à Saint-Cloud.

### Sa retraite à Villiers-sur-Marne
Sur la fin de sa carrière, Jean Cotelle fils s'était retiré à la campagne, dans la banlieue de Paris : c'est à Villiers-sur-Marne qu'il allait chercher le calme et l'air pur que réclamait son état de santé. Il est mort à cette campagne, âgé de soixante-six ans, le 24 septembre 1708 ; on l'inhuma le surlendemain, comme le constate l'acte suivant, transcrit sur les registres paroissiaux de Villiers : 
"Le vint quatriesme jour du mois de septembre mil sept cent huit est décédé M. Jean Cotelle, aagé de soixante et six ans, après avoir été muni des sacrements, en son vivant peintre du Roy en son Académie roialle de Peinture et sculpture, et a été inhumé le vingt-six du mesme mois et ans, en présence de Me Martin Hautemulle, maître d'école, qui a signé avec nous. [signé] Martin Hautemeulle, Patoillat".

### Descendance
Son fils aîné, Charles, baptisé à Paris le 18 novembre 1675, avait eu pour parrain le premier peintre du Roi, Charles Le Brun.
Trois filles lui étaient nées ensuite : Anne-Françoise, qui épousa le 20 octobre 1716, à l'église Saint-Nicolas des Champs, Pierre Inard, batteur d'or ; une autre, née le 7 septembre 1678, était filleule de son oncle François de Troy ; la troisième, Anne, religieuse bénédictine, comptait en 1723 parmi les anciennes professes de chœur de l'abbaye du Pont-aux-Dames, à deux lieues de Meaux.
Enfin, le dernier enfant était un fils né en 1688, baptisé le 23 juillet, et tenu sur les fonts par deux parrains, le sculpteur René Frémin et le peintre Jean-Baptiste Forest, beau-frère de Charles de La Fosse et de Largillière.

## Œuvres

### Les nombreuses miniatures sacrées et mythologiques
Cotelle est connu d'abord comme peintre miniaturiste. Il excelle dans ce domaine, étant virtuose dans sa technique. Toutefois, de nombreuses miniatures du marché de l'art, dès qu'elles sont du XVIIe siècle, semblent données à Jean II Cotelle par erreur et à foison. Par exemple, la miniature acquise par le musée du Grand Siècle et donnée à Jean II Cotelle n'est pas de lui, mais de son entourage très proche (sans doute l'un de ses fils?). Lui-même possède un style propre, reconnaissable aux expressions des visages, des mains, des jambes etc.

### Cotelle portraitiste
On connaît quelques gravures de Jean II Cotelle qui représentent des portraits.

### Les décors disparus pour le château de Saint-Cloud pourMonsieur
Cotelle était sans doute le peintre de Monsieur avant d'être celui du Roi pour Trianon. Cotelle était l'un des peintres préférés de Monsieur, avec Pierre Mignard, Bon Boullogne et Jean Nocret. Monsieur possédait en effet un portrait de Cotelle dans son cabinet du Palais-Royal à Paris, ce qui démontre toute l'estime qu'il lui portait.

#### Le cabinet des Bijoux de St-Cloud
Le cabinet des bijoux était décoré de peintures de Jean II Cotelle sur le thème d'Enée (et donc de Vénus sa mère). Des gravures conservent des traces de ces compositions disparues.
Le plafond de cette pièce était peut-être également peint par Cotelle, mais la restitution du décor est difficile en l'état des connaissances.

#### Le cycle gravé de l'histoire de Vénus

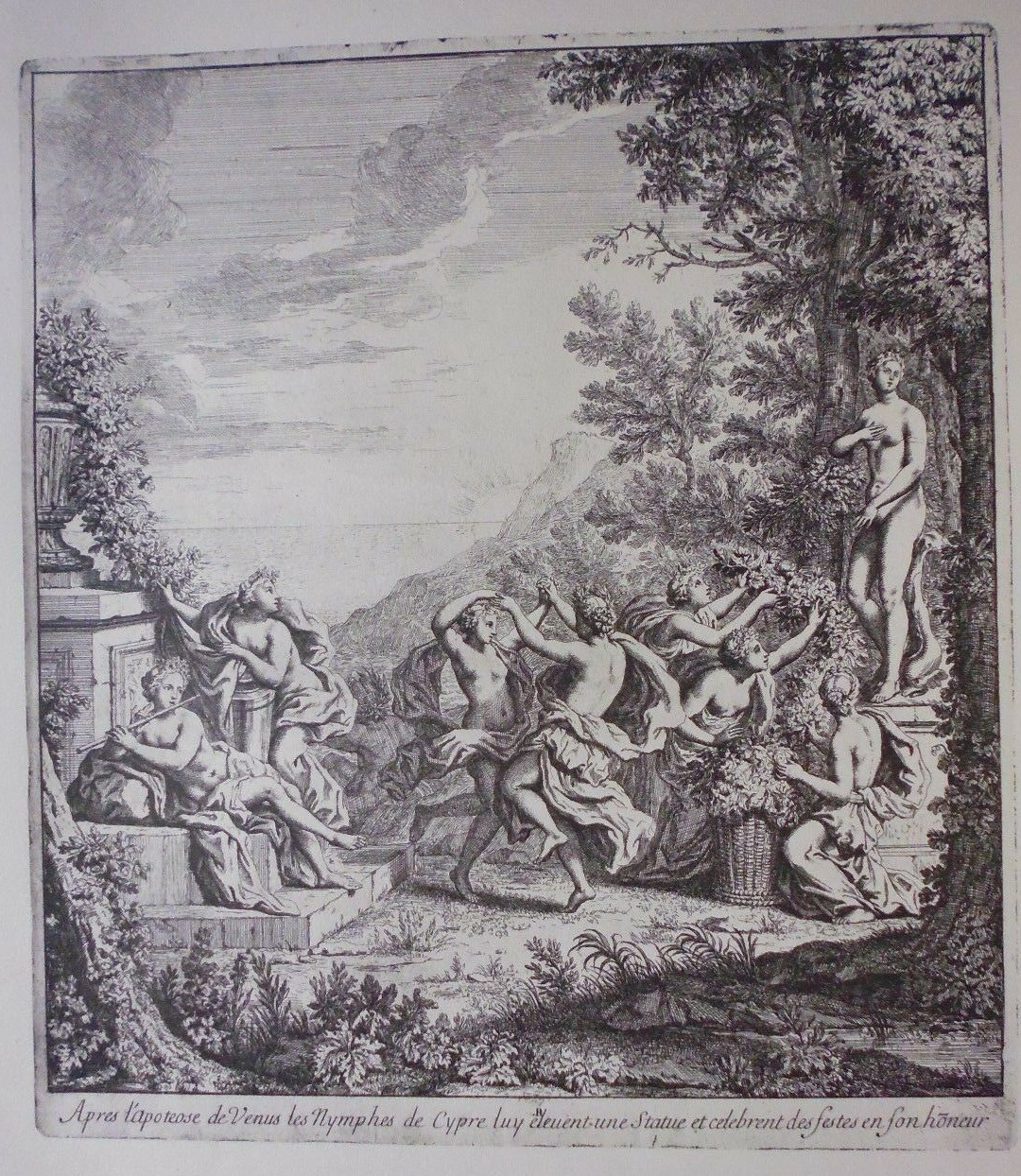
Fête en l'honneur de Vénus, Jean II Cotelle

Des gravures conservent des traces de compositions disparues sur l'histoire de Vénus, peut-être en lien avec un décor disparu de Saint-Cloud également. Vénus est célébrée avec ses amours autour de l'histoire d'Adonis.

### Son chef-d'oeuvre: les bosquets de Versailles pour Louis XIV à la galerie du Grand Trianon

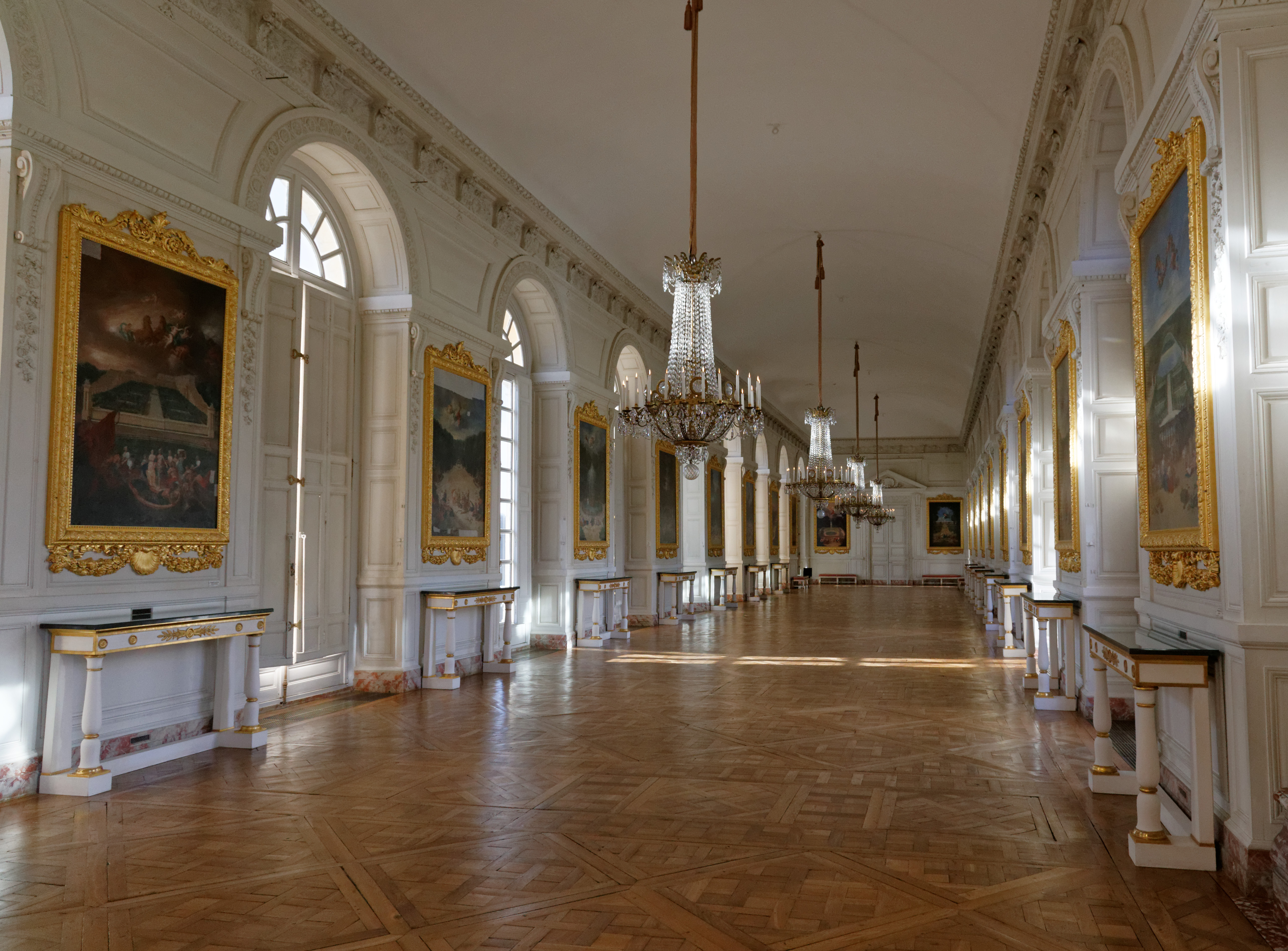
La galerie des Cotelle au Grand Trianon de Versailles

Jean II Cotelle est principalement connu pour la décoration de la galerie du Grand Trianon de Versailles, où sont conservées les peintures des bosquets, et qui date des années 1688-1690. En 1688, on lui payait 6.025 livres à compte sur ses toiles des fontaines et bassins, commandées pour la galerie de Trianon.
Jean Cotelle a peint vingt-et-une des vingt-quatre toiles accrochées dans la galerie de Trianon, Étienne Allegrain deux autres, et Jean-Baptiste Martin la dernière.
L'artiste maîtrise l'Architecture et les perspectives, sans doute de par l'éducation qui lui a été offerte par son père, Jean I Cotelle.

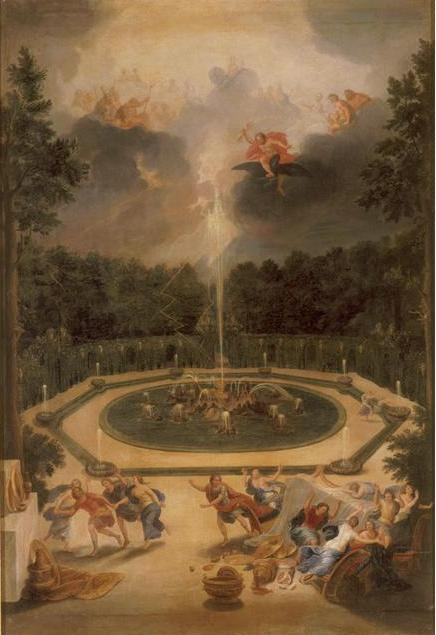
Le bosquet de l'Encelade
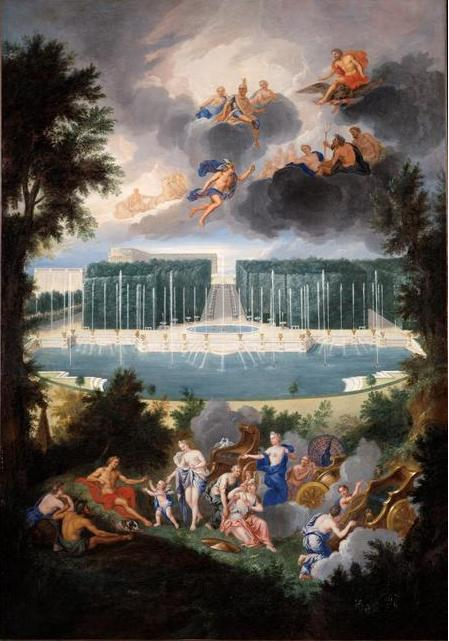
Le bassin de Neptune
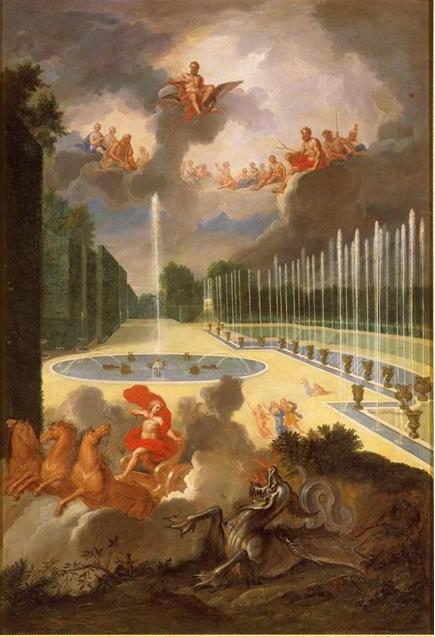
Le bassin du Dragon
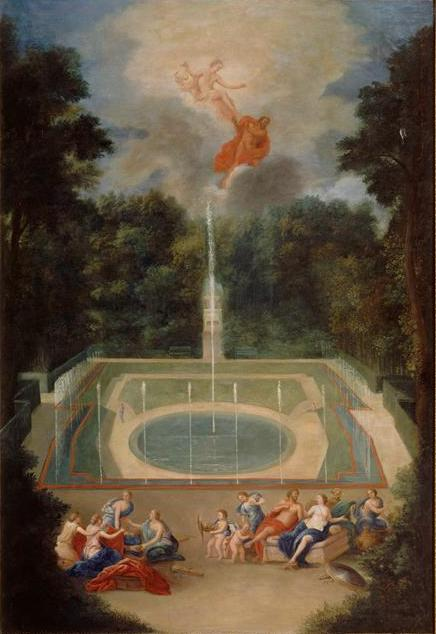
Le bassin au bout du Grand Trianon
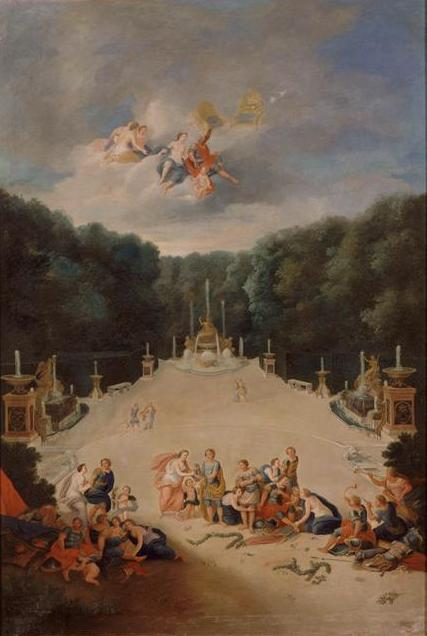
La salle de l'Arc de Triomphe
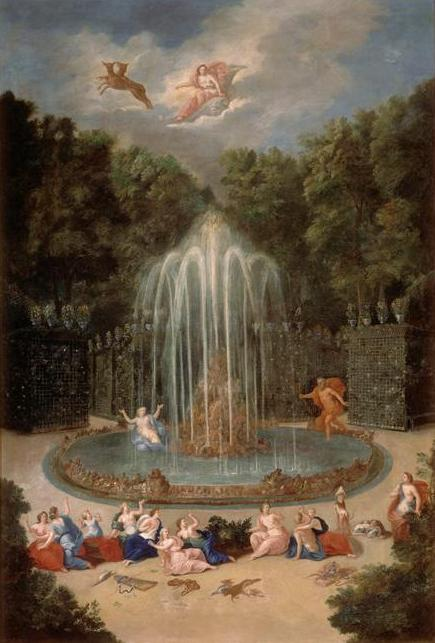
Le bosquet de l’Étoile
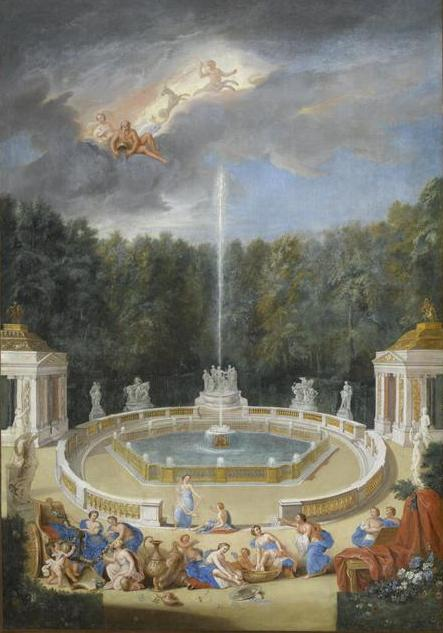
Le bosquet des Dômes
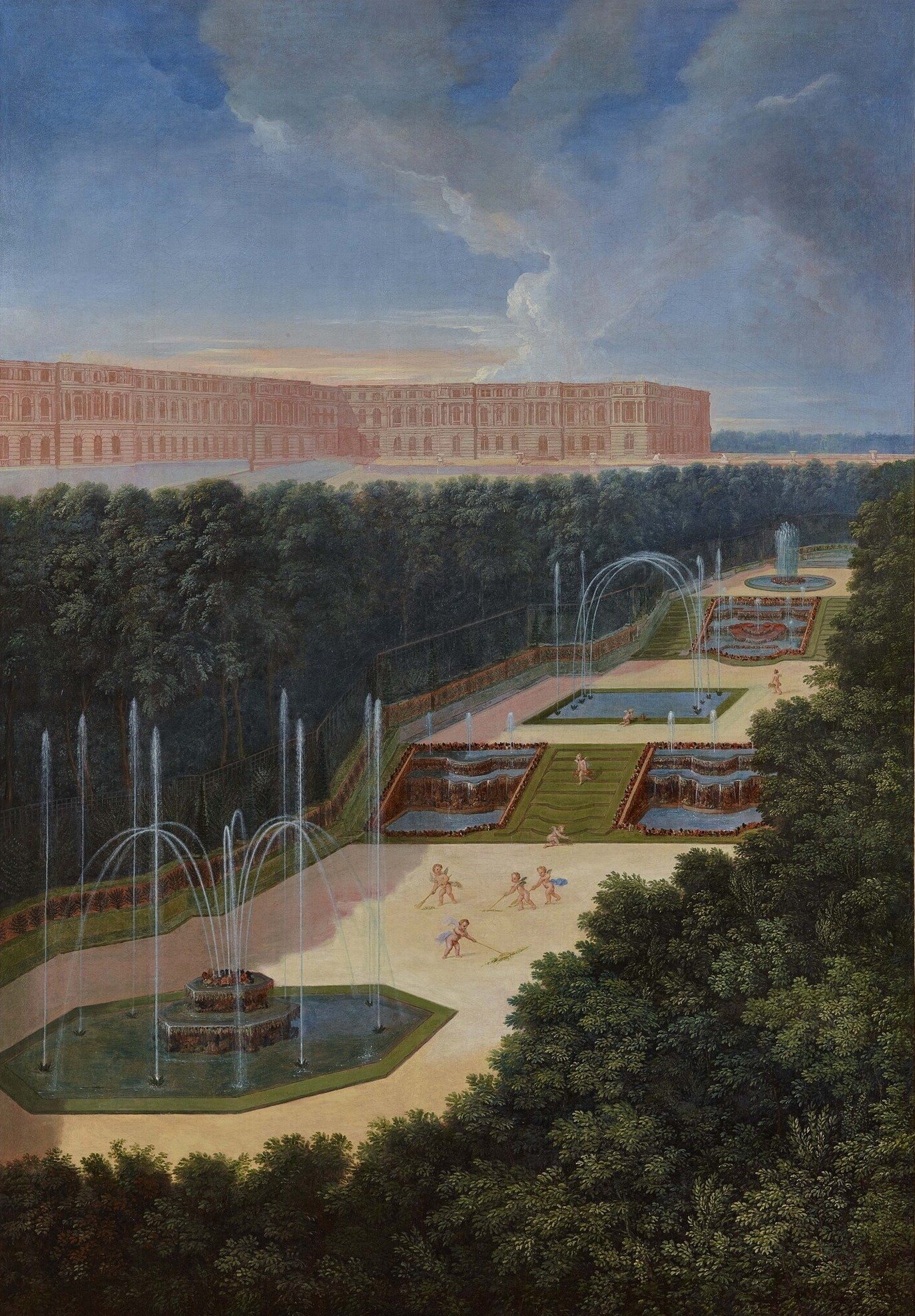
Le bosquet des trois fontaines de côté
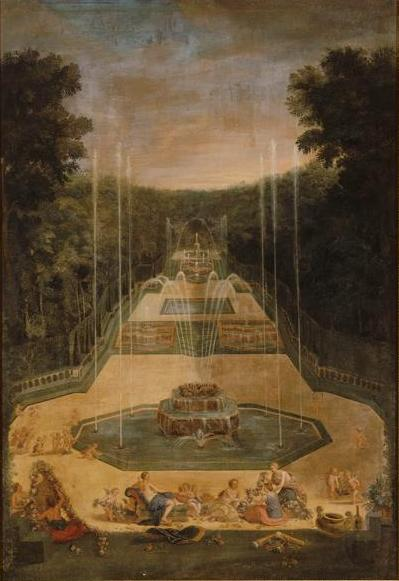
Le bosquet des trois fontaines de face
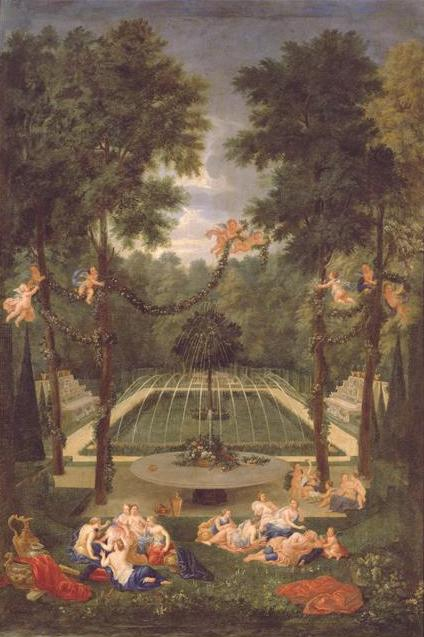
Le bosquet du Marais, créé par Mme de Montespan

### Les copies en miniature des bosquets de Versailles pour Louvois à Meudon

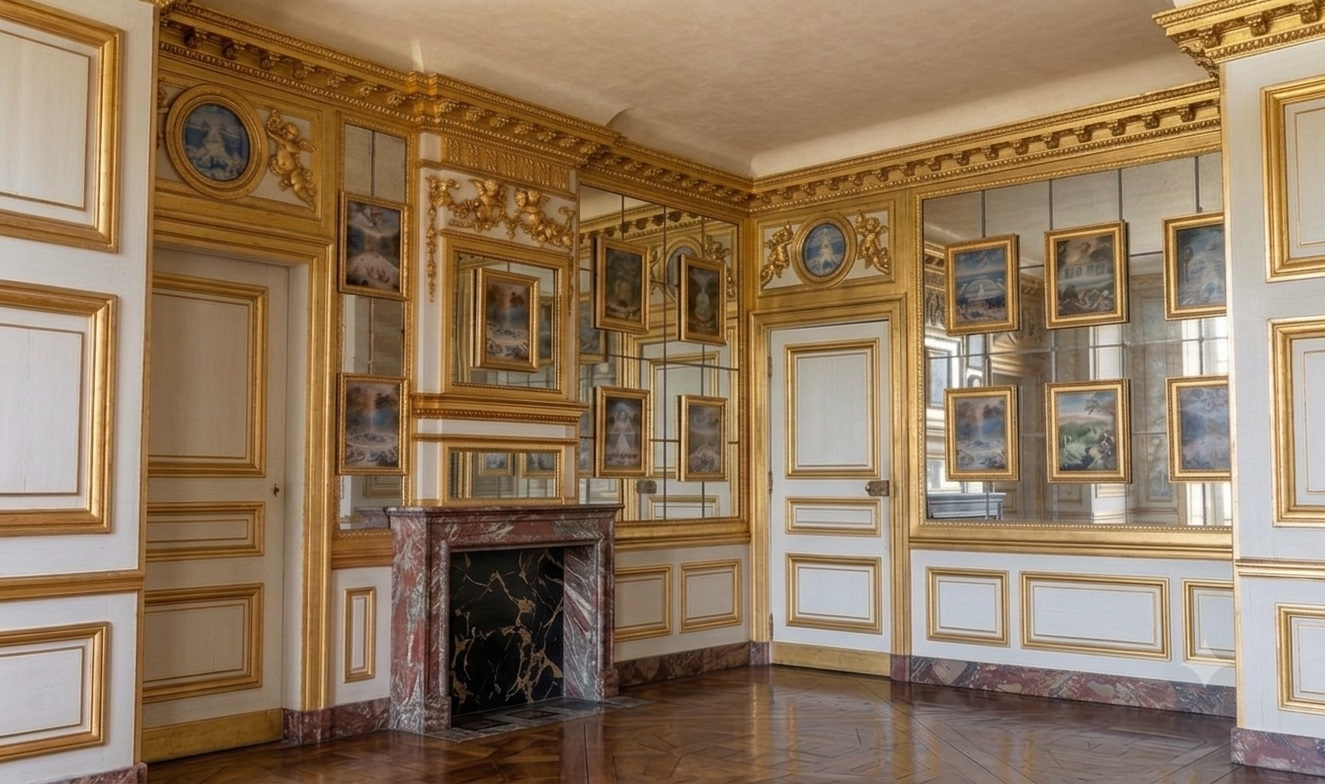
Essai de restitution du cabinet des miniatures de Versailles, peintes par Cotelle, au château de Meudon, état vers 1690 sous Louvois.

Cotelle était aussi un peintre miniaturiste, où il excellait avec virtuosité. Il a notamment peint des miniatures des bosquets de Versailles, miniatures placées par Louvois au sein du cabinet du rez-de-chaussée du château-vieux de Meudon. Sans doute des miroirs dans cette petite pièce reflétaient-ils les petites vues colorées des jardins de Versailles à l'infini. Ces œuvres sont aujourd'hui conservées par le château de Versailles. Cotelle excellait dans les miniatures à sujet gracieux ou militaire.

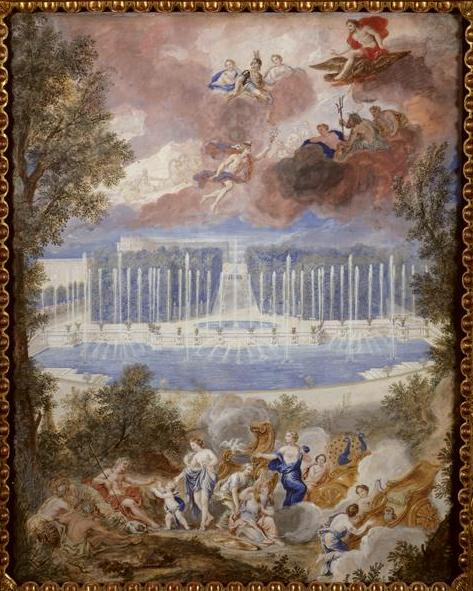
Le bassin de Neptune
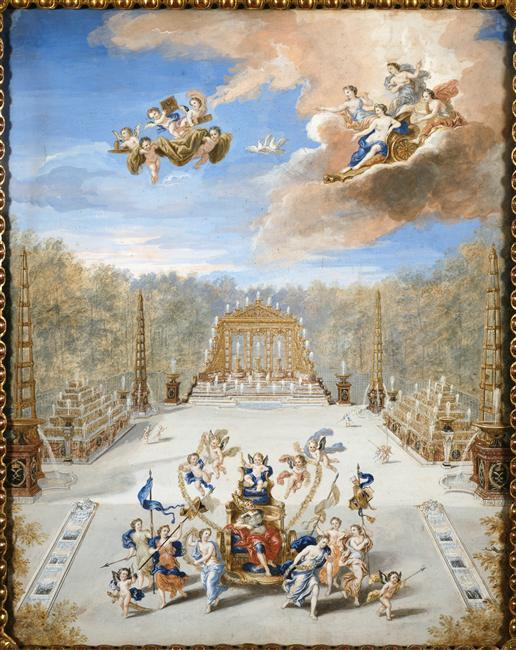
L'arc de triomphe
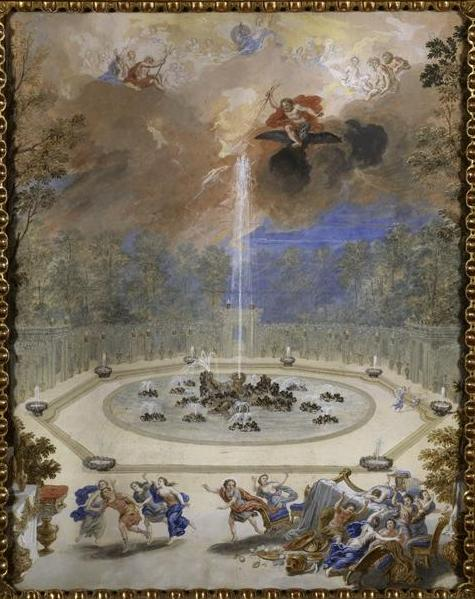
L'Encelade
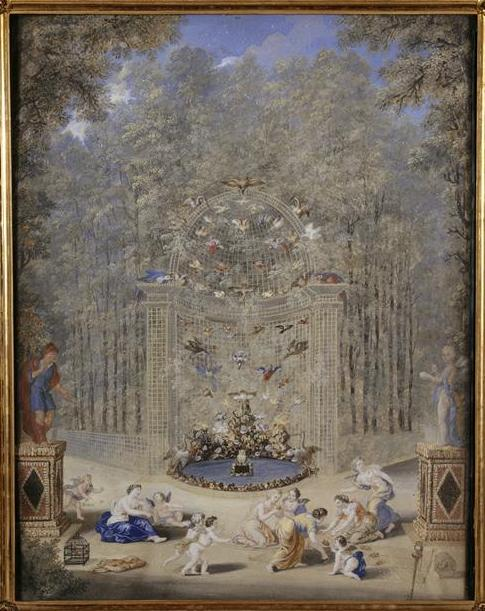
L'entrée du labyrinthe
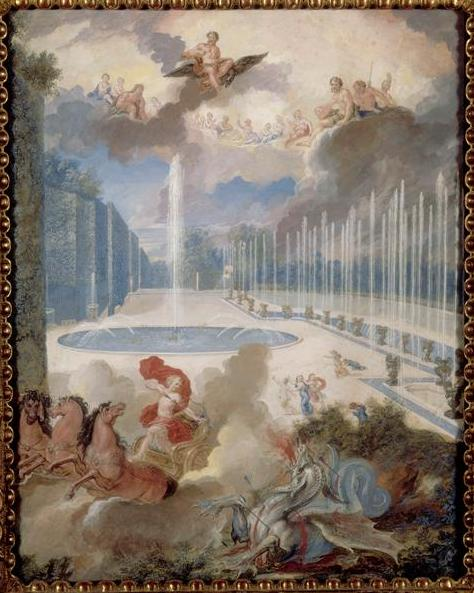
La fontaine du dragon
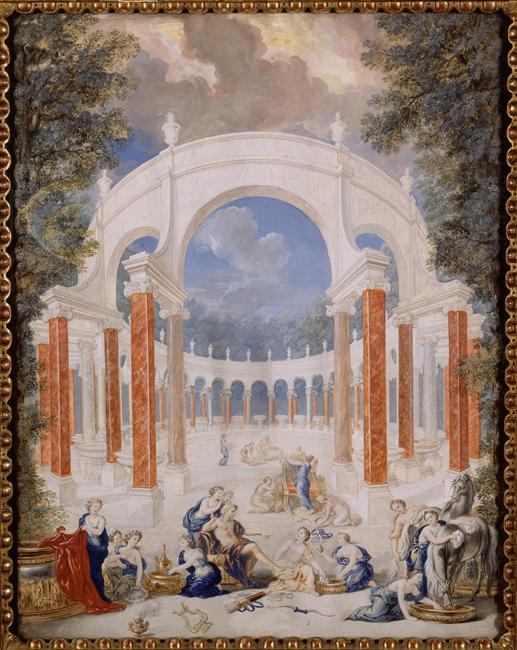
La colonnade
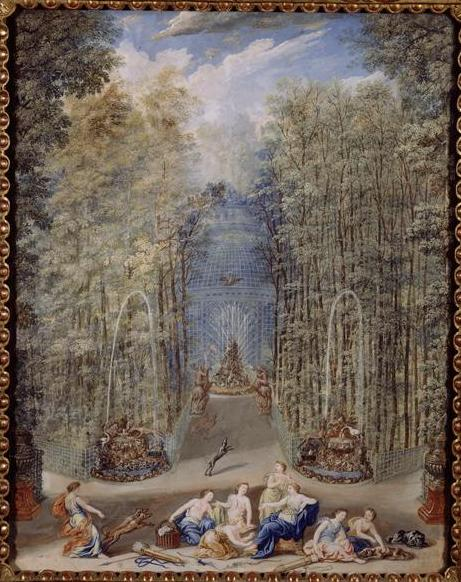
L'intérieur du labyrinthe
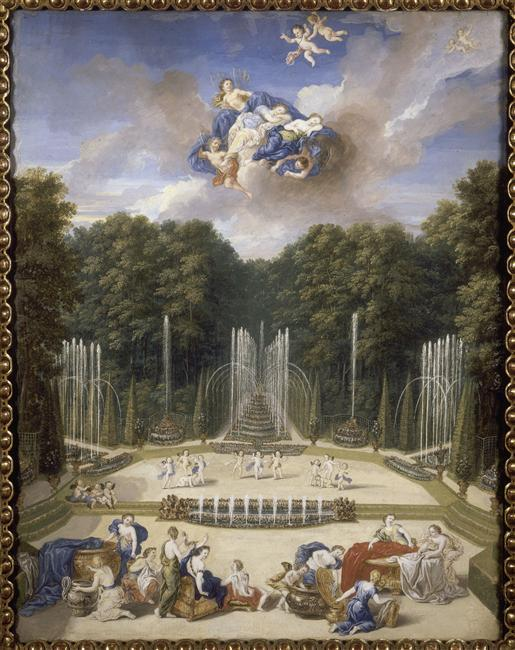
Le théâtre d'eau

### Les gravures tirées de la Bible
On connaît une soixantaine de gravures de Jean II Cotelle pour illustrer des histoires tirées de la Bible. Dans ce recueil, les vignettes finales sont de François Verdier. On découvre que Cotelle possède une capacité d'invention assez forte, arrivant toujours à renouveler ses compositions.

### Les tableaux de chevalet

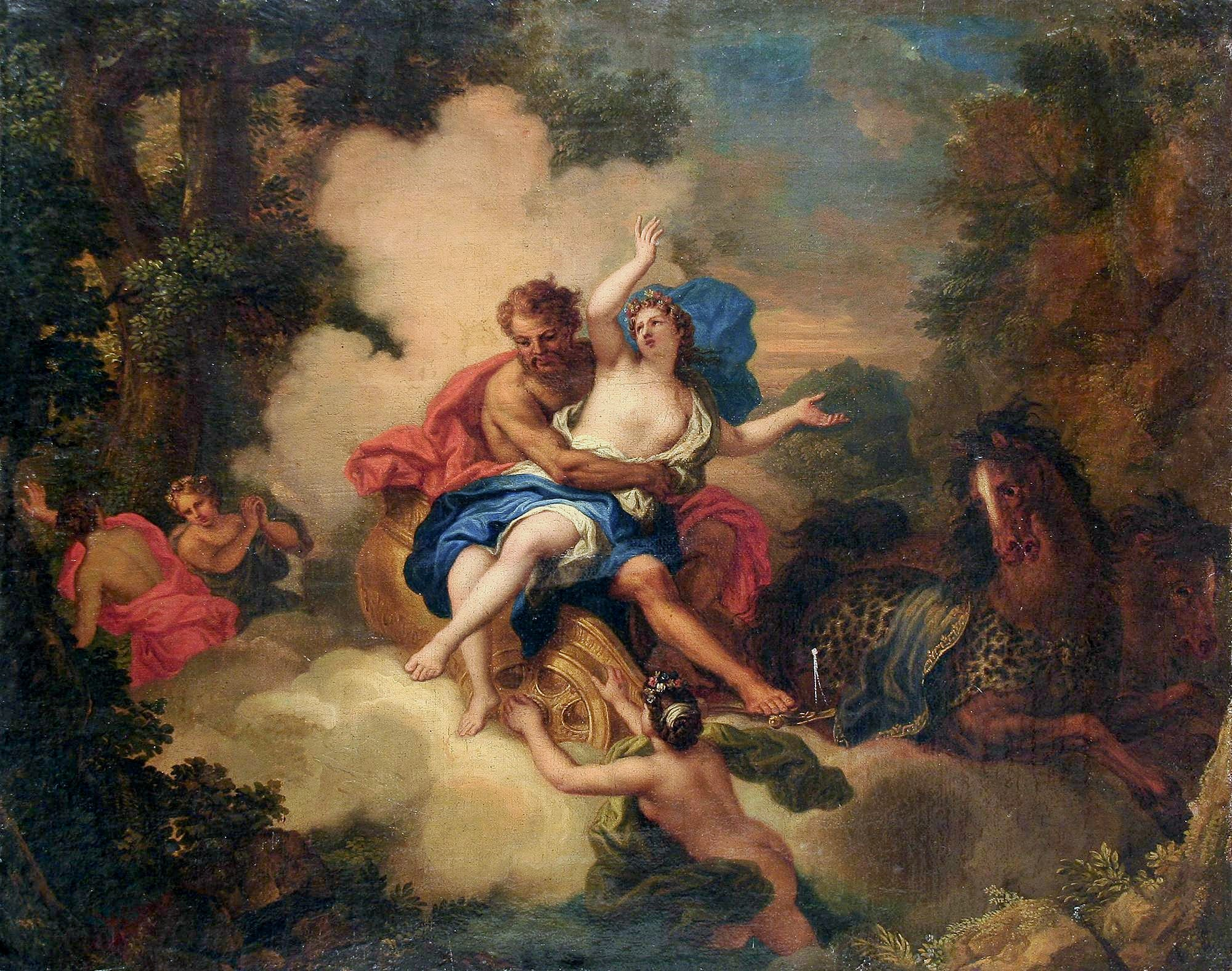
L'enlevement de Proserpine, Jean II Cotelle, NG, Grèce

On ne connaît qu'une quinzaine de tableaux de chevalet, peints pour des particuliers. Pourtant, Cotelle dut peindre de nombreux tableaux pour sa clientèle. Ce corpus d'oeuvres reste encore largement à redécouvrir.

### Les décorations éphémères
Jean II Cotelle réalise également de grandes décorations éphémères, notamment pour l'entrée des princes en Avignon, en 1701. Il conçoit donc tout type de décor, et sa capacité de travail pour concevoir de grands décors peut ainsi être rapprochée plus modestement de celle d'un Charles Le Brun. Cotelle n'est donc pas qu'un miniaturiste, mais bien un peintre qui est capable de réaliser tout type de décor, en petit ou grand format. Encore une fois, c'est sa capacité d'invention sans cesse renouvelée qui surprend.

### Résumé du style de Jean II Cotelle
Cotelle possède un art propre, plus profond qu'on peut l'imaginer en ne se fiant qu'à ses grands tableaux peints pour Trianon. Ses gravures conservées prouvent qu'il excellait dans des compositions virevoltantes, colorées, peintes avec un style de miniaturiste pour les personnages principaux, et d'une touche plus libre pour les fonds de nuées.
Cotelle est un excellent paysagiste, et il soigne particulièrement toute espèce de végétation, qu'il développe avec profusion : branches d'arbres, feuillage divers, et surtout toujours beaucoup de détails sur le premier plan en bas de ses compositions, avec des branchages, des petits buissons, etc.
Inspiré par l'Albane, son style est plus dynamique que celui de Pierre Mignard, sa touche plus virevoltante et moins sage que ce dernier.
Les sujets mythologiques de Cotelle sont fortement inspirées des oeuvres de Nicolas Poussin, tandis que son style général doit beaucoup à l'école de Fontainebleau, et notamment à l'art du Primatice, et de sa galerie d'Ulysse à Fontainebleau.

## Vidéos
- Vidéo sur la galerie de Cotelle, avec Béatrice Sarrazin, conservatrice du château de Versailles, lors de l'exposition sur le peintre
- Vidéo sur la restauration des tableaux de Cotelle au Grand Trianon